# Terre della Corona di Santo Stefano

Mappa dell'Impero austro-ungarico
1. Boemia
2. Bucovina
3. Carinzia
4. Carniola
5. Dalmazia
6. Galizia
7. Küstenland
8. Bassa Austria
9. Moravia
10. Salisburgo
11. Slesia
12. Stiria
13. Tirolo
14. Alta Austria
15. Vorarlberg
16. Terre della Corona di Santo Stefano
17. Regno di Croazia e Slavonia
18. Amministrazione austro-ungarica in Bosnia ed Erzegovina

Il termine storico Terre della Corona di Santo Stefano (o anche Transleitania a significare le terre al di là del fiume Leita) di solito denotava un gruppo di territori che nei secoli si erano via via andati affiliando al Regno d'Ungheria, con un'unione personale, e successivamente entrarono nell'Impero austro-ungarico. Questo complesso sistema di Stati è talvolta indicato con il termine Archiregnum Hungaricum, utilizzando una terminologia medievale.
Data la natura multietnica dell'area, una tale denominazione statuale - così identitaria (grazie al suo richiamo alla antica e gloriosa storia cristiana scaturita dalla figura del re-Santo Stefano d'Ungheria e dei suoi successori) e allo stesso tempo sovra-etnica (o comunque non troppo "magiarocentrico") - venne ritenuta più adatta a rappresentare l'unità nella diversità dello Stato a guida ungherese.
Nelle varie lingue del regno l'espressione ebbe diverse versioni: in ungherese Szent István Koronájának Országai (Terre/Paesi/Stati della Corona di Santo Stefano) e Szent Korona Országai (Terre/Paesi/Stati della Sacra Corona), Magyar Korona Országai (Terre della Corona Ungherese) e Magyar Szent Korona Országai (Terre della Sacra Corona Ungherese), in croato Zemlje Krune svetog Stjepana (Terre della Corona di Santo Stefano), in tedesco Länder der heiligen ungarischen Stephanskrone (Terre della Sacra Ungara Corona di Santo Stefano), in serbo Земље круне Светог Стефана / Zemlje krune Svetog Stefana (Terre della Corona di Santo Stefano), in slovacco Krajiny Svätoštefanskej koruny (Terre della Corona di Santo Stefano), Krajiny uhorskej koruny (Terre della Corona Ungherese).

## Composizione
Fin dall'alto medioevo nell'area medio-danubiana si ebbe l'aggregazione di varie realtà statali intorno ai Re d'Ungheria, che divennero signori feudali di varie terre, dalla Croazia alla Cumania, dalla Valacchia alla Moldavia.
Dopo il compromesso austro-ungarico del 1867, la Transleithania consisteva del Regno d'Ungheria con annessa l'Ungheria propriamente detta, la Transilvania, il Voivodato di Serbia, il Regno di Croazia e Slavonia ed il porto di Fiume. La Frontiera Militare rimase sotto amministrazione separata sino al 1882, quando venne poi abolita e incorporata nel Regno di Croazia e Slavonia.
Direttamente o indirettamente, a vario titolo, hanno fatto parte delle Terre della Corona di Santo Stefano (o sono state reclamate come tali dai regnanti d'Ungheria) i seguenti stati e territori:
- Ungheria;
- Slovacchia;
- Croazia e Slavonia;
- Fiume (territorio del Corpus Separatum);
- Dalmazia;
- Bosnia;
- Serbia;
- Valacchia;
- Moldavia;
- Transilvania;
- Cumania;
- Galizia e Lodomeria.

## Caratteristiche
Il termine era in voga durante il XVIII e il XIX secolo per distinguere la parte transleitana della Monarchia asburgica (in seguito Austria-Ungheria) dai territori della Cisleitania. Il territorio includeva tre paesi:
- il Regno d'Ungheria;
- il Regno di Croazia e Slavonia;
- il Gran Principato di Transilvania.

Quando la Dieta d'Ungheria si oppose alla separazione della Transilvania (essendo una parte integrante dell'Ungheria medievale), chiese anche senza successo di ristabilire i legami storici con la Dalmazia, la Bosnia e la Galizia e Lodomeria. Queste province cisleitane erano teoricamente parte della Corona di Santo Stefano, secondo la legge ungherese.
Dopo l'unione con la Transilvania nel 1848 e 1867, il termine denotò solo il Regno d'Ungheria e il Regno di Croazia e Slavonia.
Il 29 ottobre 1918 il Parlamento croato dichiarò la fine dell'unione e si unì allo Stato degli Sloveni, Croati e Serbi (in seguito Regno di Jugoslavia). In quel momento, il termine perse il suo significato e cadde in disuso.

## Storia
Il Compromesso del 1867, che creò la Monarchia Duale, diede al governo ungherese un maggiore controllo sui suoi affari interni come mai prima dalla battaglia di Mohács. Ad ogni modo, il nuovo governo incontrò molti problemi di natura economica ed incontrò l'astio delle minoranze etniche. La Prima guerra mondiale portò alla disintegrazione dell'Austria-Ungheria e dopo la guerra presero il potere una serie di regimi (tra cui quello comunista) separatamente a Buda e a Pest (dal 1872 le due città erano state riunite in un'unica entità, Budapest appunto).

### Il tessuto costituzionale e legislativo
Con Francesco Giuseppe I ancora una volta un imperatore asburgico diveniva re d'Ungheria, ma il compromesso limitò fortemente il suo potere sugli affari interni del paese ed il governo ungherese riempì ufficialmente questo vuoto creatosi. Il governo ungherese consisteva del primo ministro e del suo gabinetto nominato dall'imperatore ma responsabile del proprio operato presso il parlamento bicamerale eletto. I ministeri condivisi tra Austria ed Ungheria furono quello degli affari esteri, quello della difesa e quello delle finanze e come tali le due entità del medesimo impero avevano rappresentanti distinti. Anche se il ministero della difesa comune si occupava dell'amministrazione delle armate imperiali sul territorio, l'imperatore ne era il comandante in capo ed il tedesco rimase la lingua militare in tutto l'impero. Il compromesso del 1867 inoltre stabilì che la politica commerciale e monetaria, le tariffe generiche, le ferrovie e la tassazione indiretta dovessero rimanere fatti comuni ad Austria ed Ungheria da rinegoziare ogni dieci anni. Fu sempre il Compromesso a riportare la Transilvania sotto la giurisdizione ungherese.
Su insistenza di Francesco Giuseppe, Ungheria e Croazia raggiunsero un compromesso simile nel 1868, dando ai croati uno status speciale nelle Terre della Santa Corona Ungherese. L'accordo riconosceva una distinta identità alla Croazia e garantiva ai croati un'autonomia negli affari interni. In pratica, ad ogni modo, questa autonomia era piuttosto limitata. Il bano croato era quindi ora dominato dal primo ministro ungherese e continuava ad essere nominato dal re d'Ungheria. Anche in questo caso le aree per politiche comuni includevano la finanza, materie monetarie, gli uffici postali e le ferrovie. Il croato divenne la lingua ufficiale del governo della Croazia e tale lingua venne mantenuta dai rappresentanti locali anche quando questi si rivolgevano al parlamento ungherese.
La Legge delle Nazionalità emanata nel 1868 definiva l'Ungheria come una singola nazione ungherese compromettendo così le differenti nazionalità i cui membri richiedevano eguali diritti in tutte le aree. Anche se le lingue non ungheresi erano usate a livello locale, nelle chiese e nelle scuole, l'ungherese divenne la lingua ufficiale del governo centrale e delle università. Molti ungheresi credevano che questo atto indipendentista locale fosse troppo generoso, mentre alcuni gruppi minoritari addirittura lo rifiutarono. Gli slovacchi dell'Ungheria del nord, i rumeni in Transilvania ed i serbi nella Voivodina desideravano tutti maggiore autonomia. Il governo non prese provvedimenti nei confronti di queste nazionalità ed il malcontento continuò a serpeggiare tra il popolo.
L'antisemitismo apparve in Ungheria dall'inizio del Novecento come risultato del terrore di una competizione economica. Nel 1840 era stata prevista una parziale emancipazione degli ebrei ai quali venne permesso di vivere in qualsiasi luogo ad eccezione di alcune città minerarie. L'Atto di Emancipazione degli Ebrei del 1868 diede agli ebrei eguali diritti di fronte alla legge ed eliminò tutte le barriere che per secoli avevano costretto il loro gruppo nei ghetti, concedendo anche a loro di entrare a far parte della politica e della vita pubblica.

### L'ascesa del Partito Liberale
Francesco Giuseppe nominò Gyula Andrássy (membro del partito Deák) alla carica di primo ministro ungherese nel 1867. Il suo governo favorì fortemente il Compromesso austro-ungarico del 1867 e perseguì un laissez-faire della politica economica. Le gilde vennero abolite, i lavoratori divennero professionisti autonomi, ed il governo migliorò l'educazione generale ed i mezzi di comunicazione. Tra il 1850 ed il 1875, le fattorie ungheresi prosperarono: il prezzo del grano era alto, e le esportazioni triplicarono. L'economia dell'Ungheria ad ogni modo accumulava capitale troppo lentamente ed il governo dipendeva ancora troppo da crediti stranieri. Inoltre, la burocrazia nazionale e locale iniziò a crescere immediatamente dopo l'arrivo del Compromesso, aumentando i propri costi e costringendo l'imposizione di nuove tasse, il che fece nuovamente insorgere il dibattito nazionale. Dopo una spending review a metà degli anni '70, il partito Deák dovette soccombere sotto il peso del disastro finanziario e dello scandalo.
Come risultato di queste problematiche, il Partito Liberale di Kálmán Tisza, creato nel 1875, prese il potere in quello stesso anno. Tisza assemblò una macchina burocratica e politica per mantenere il controllo sulla corruzione e sulla manipolazione del sistema elettorale, scontrandosi peraltro con i nazionalisti ungheresi che lo vedevano eccessivamente sottomesso agli austriaci. I Liberali capirono che la Monarchia Duale aveva posto in primo piano l'Ungheria nell'impero e che tale fenomeno poteva essere sfruttato a vantaggio nazionale.
Il governo di Tisza creò nuove tasse, ma regolò il bilancio durante gli anni in cui fu al potere, completando grandi strade di scorrimento veloce, ferrovie e progetti per nuove vie d'acqua. Commercio ed industria si espansero velocemente. Dopo il 1880 il governo abbandonò il laissez-faire delle politiche economiche ed incoraggiò l'industria con esenzioni fiscali, sussidi, contratti di governo e altre misure stimolanti. Il numero di ungheresi impiegati nell'industria tra il 1890 ed il 1910 duplicò al 24,2%, facendo passare gli impiegati nell'agricoltura dall'82 al 62%, con un conseguente calo dei prezzi del grano dovuto anche all'apertura del commercio nordamericano ai mercati europei.

#### Cambiamenti sociali
La popolazione dell'Ungheria salì da 13 milioni a 20 milioni tra il 1850 ed il 1910. Dopo il 1867 l'antica società feudale ungherese fece spazio ad una società maggiormente complessa che includeva magnati, nobili minori, borghesi, operai e contadini. Ad ogni modo, i magnati continuarono ad avere grande influenza sul partito conservatore per via della loro ricchezza e per la loro posizione dominante nella camera alta della Dieta nazionale. Essi combatterono la modernizzazione e mantennero stretti legami con Vienna nella speranza di veder restaurate le tradizionali strutture sociali e le istituzioni, ponendo l'agricoltura come il principale campo d'azione dell'aristocrazia. La chiesa cattolica fu tra i principali alleati dei magnati.
Alcuni nobili minori sopravvissero alla depressione agraria della fine dell'Ottocento e continuarono le loro attività connesse all'agricoltura, mentre altri si dedicarono alla burocrazia o entrarono nel mondo delle professioni.
A metà del XIX secolo, la borghesia ungherese era composta da piccoli gruppi di mercanti tedeschi ed ebrei e da proprietari di negozi che impiegavano alcuni operai. Con l'arrivo del XX secolo, ad ogni modo, la classe borghese era cresciuta per dimensioni e complessità ed era divenuta essenzialmente ebrea dal momento che furono proprio gli ebrei a creare la moderna economia del paese supportata dalla macchina burocratica di Tisza. In cambio, Tisza non solo si preoccupò per primo di denunciare il fenomeno increscioso dell'antisemitismo ma utilizzò anche la sua macchina politica per schiacciare la crescita di partiti antisemiti. Nel 1896 il suo successore assicurò agli ebrei l'emancipazione completa. Dal 1910 circa 900 000 ebrei componevano circa il 5% della popolazione ed il 23% della popolazione di Budapest. Gli ebrei possedevano il 54% delle attività e l'85% delle istituzioni finanziarie come direttori o proprietari, oltre al 62% delle attività commerciali.
La crescita della classe lavoratrice portò ad un naturale sviluppo industriale del paese. Dal 1900 le miniere e le fabbriche ungheresi occupavano circa 1,2 milioni di persone, rappresentanti il 13% della popolazione nazionale. Il governo ad ogni modo favorì sempre le classi meno agiate nel tentativo di rendere maggiormente produttivo il substrato interno del paese verso i mercati interni impedendo così l'impoverimento dei contadini col rischio che questi si portassero in città per trovare lavoro. Nel 1884 il governo riconobbe il diritto allo sciopero, ma il lavoro divenne una dura battaglia politica. Nel 1890 Il Partito Socialdemocratico venne fondato e segretamente esso formò un'alleanza con i sindacati locali. Il partito ben presto riuscì ad ottenere l'iscrizione di un terzo dei lavoratori di Budapest, raggiungendo dal 1900 quota 200 000 tesserati. La Dieta nazionale passò delle leggi che consentirono di migliorare lo status di vita dei lavoratori industriali, inclusa l'assicurazione medica, ma si rifiutò di estendere alla classe lavoratrice il diritto di voto, intuendo che questo avrebbe portato troppi non ungheresi a votare per questioni inerenti al paese. Dopo il Compromesso del 1867, il governo ungherese lanciò anche delle riforme per l'educazione in modo da creare una forza lavoro capace ed istruita. Come risultato, l'alfabetizzazione raggiunse l'80% della popolazione nel 1910. La letteratura raggiunse tutte le classi sociali, consentendo a tutti la partecipazione ai cambiamenti politici e sociali.
La condizione dei contadini peggiorò drasticamente durante la depressione di fine secolo. La popolazione rurale cresceva ma il lavoro diminuiva. Dal 1900 più della metà dei proprietari terrieri del paese era alla ricerca di braccianti agricoli per le esigenze basilari della propria produzione, mentre sull'altro fronte alcuni lavoratori agricoli non avevano affatto terra da coltivare. Molti contadini scelsero di emigrare e le loro partenze si attestarono su numeri di 50 000 l'anno negli anni '70 dell'Ottocento sino a raggiungere il picco di 200 000 emigranti nel 1907. Gli impiegati nel settore rurale erano il 72,5% nel 1890 e passarono già al 68,4% nel 1900. Fu proprio la campagna quindi ad essere caratterizzata da piccole rivolte interne a cui il governo reagì inviando truppe a sedare gli scioperi e gli scontri, bandendo tutte le organizzazioni di liberi lavoratori agricoli ed utilizzando una legislazione repressiva.
Ulteriori leggi eliminarono l'autorità della Chiesa su alcune materie civili, introducendo anche le procedure per il matrimonio civile e per il divorzio. 
Sul finire del XIX secolo, il Partito Liberale passò delle leggi che consentirono di aumentare il potere del governo a spese della chiesa cattolica locale. Il parlamento ottenne il diritto di veto sulle nomine del clero e ridusse la dominazione pressoché totale che il clero aveva sull'educazione in Ungheria. 
Il Partito Liberale inoltre lavorò alacremente per creare un unico Stato magiarizzato. Ignorando le Leggi Nazionaliste, i membri dell'organizzazione stabilirono l'ungherese come lingua da usarsi anche nei governi locali incrementando sempre più il numero di materie scolastiche insegnate in questa lingua. Dopo il 1890 il governo riuscì a magiarizzare anche slovacchi, tedeschi, croati e rumeni cooptandoli nella burocrazia, espropriandoli così delle loro peculiarità tradizionali sul suolo ungherese, fatti che non mancarono di sollevare il malcontento popolare anche verso questa nuova forma di Stato ungherese.

### La situazione politica ed economica tra il 1905 ed il 1919
Tisza diresse il governo Liberale sino al 1890, e per quattordici anni mantenne l'incarico di primo ministro in Ungheria. Il declino dell'agricoltura continuò e la burocrazia non poteva assorbire tutti i nobili depauperati, così come tutta la popolazione istruita non poteva trovare lavoro o giusto impiego. Questo gruppo diede il suo supporto al Partito per l'Indipendenza ed al Partito del Quarantotto, che divenne parte dell'opposizione "nazionale" che forzò una coalizione coi Liberali nel 1905. Il Partito per l'Indipendenza stesso si rassegnò all'esistenza della Monarchia Duale, ma vide la possibilità di crearsi una posizione di maggior rilievo per l'Ungheria; il Partito del Quarantotto, invece, negava il Compromesso del 1867 intuendo come grazie ad esso l'Ungheria fosse divenuta ancor più chiaramente una colonia austriaca e puntò invece alla formazione di una banca nazionale ungherese ed al mantenimento delle tradizioni peculiari della terra ungherese.
Francesco Giuseppe si rifiutò di nominare membri di queste coalizioni al governo fintanto che questi avessero continuato a chiedere all'Austria un esercito indipendente per l'Ungheria, ritenendo che questo fosse un chiaro intento indipendentista violento per il paese. Quanto la coalizione infine ottenne la maggioranza nel 1906, i capi del partito ritirarono la loro opposizione al compromesso del 1867 e seguirono invece la politica che già era stata del Partito Liberale. István Tisza, figlio di Tisza e primo ministro dal 1903 al 1905, formò il nuovo Partito dei Lavoratori che nel 1910 ottenne una larga maggioranza al parlamento. Tisza divenne primo ministro per la seconda volta nel 1912 dopo che nuovamente si erano avuti scontri e scioperi tra i lavoratori per ottenere l'espansione del diritto di voto.

### La dissoluzione dello Stato e della monarchia asburgica
Sempre più indebolito per via delle grandi spinte centrifughe delle varie nazionalità (irredentismo), l'impero austro-ungarico cessò di esistere in seguito alla prima guerra mondiale, quando in seguito alla resa degli Imperi centrali si sbriciolò internamente in varie repubbliche nazionali sorte per autoproclamazione, tra cui la Repubblica Democratica di Ungheria.
Dopo un periodo come Repubblica Sovietica Ungherese, nel 1920 il Trattato del Trianon suggellò il nuovo ordine europeo e decretò lo smembramento del Regno d'Ungheria, che venne ridotto ad un quarto della sua superficie e ad un terzo della sua popolazione, a favore della vicina Romania e dei neocostituiti Regno dei Serbi, Croati e Sloveni e Repubblica Cecoslovacca, mentre il Banato di Leithania andò all'Austria.
Il Regno d'Ungheria sopravvisse (ma solo nominalmente) nel nuovo Stato ungherese sorto nel 1920, in quanto fino al 1944 venne retto dal reggente Miklós Horthy.